# كاميرون براون (تريثلت)
كاميرون براون (بالإنجليزية: Cameron Brown)‏ هو تريثلت نيوزيلندي، ولد في 20 يونيو 1972 في أوكلاند في نيوزيلندا.

## وصلات خارجية
- كاميرون براون على موقع اتحاد الترياتلون الدولي (الإنجليزية)
- كاميرون براون على موقع IAT Triathlon Database (الإنجليزية)